# 钦玛玛缪
钦玛玛缪是緬甸政治人物，2021年4月反軍事政變的緬甸國家團結政府成立後，她獲提名擔任該政府的國防部副部長，8月轉任商務部長。

## 生平
钦玛玛缪出生於緬甸撣邦東枝鎮，曾就讀英國阿伯丁大學，獲學士（國際關係）、碩士（經濟學）、理學碩士（戰略研究）與研究碩士（政治學研究）學位，並於劍橋大學修習企業發展與和平領導計劃學程（位於柬埔寨），後擔任緬甸和平與安全研究所（Myanmar Institute of Peace and Security Studies, MIPSS）與緬甸性別研究所（Myanmar Institute of Gender Studies, MIGS）執行長，並與多個非政府組織合作推廣性別與民主政治等議題。
2021年4月16日，反軍事政變的緬甸國家團結政府成立，钦玛玛缪獲提名擔任該政府的國防部副部長，8月25日轉任商務部長 。